# Ministère de la Sécurité sociale
Cet article concerne un ministère luxembourgeois. Pour son équivalent brésilien, voir Ministère de la Sécurité sociale (Brésil).
Le ministère de la Sécurité sociale (en allemand : Ministerium für soziale Sicherheit et en luxembourgeois : Ministère fir sozial Sécherheet) est le département ministériel responsable de garantir la sécurité sociale des citoyens et de répondre aux risques et besoins, qui se présentent tout au long de la vie, dans les domaines de la maladie, de la vieillesse, de la dépendance, de l'invalidité et des accidents professionnels.
Il est dirigé, depuis le 5 janvier 2022, par le social-démocrate Claude Haagen et par la ministre déléguée, Paulette Lenert à partir du 4 février 2020.
Le siège central du ministère se situe au 26 rue Sainte-Zithe, à Luxembourg.

## Titulaires depuis 1984
| Nom | Nom                  | Dates du mandat | Dates du mandat | Parti | Gouvernement(s)                      |
| --- | -------------------- | --------------- | --------------- | ----- | ------------------------------------ |
| Ministère du Travail, de la Prévoyance sociale et des Mines (23/02/1945 – 01/03/1947)                                                                    |                      |                 |                 |       |                                      |
| Ministère d'État (01/03/1947 – 03/07/1951) |                      |                 |                 |       |                                      |
| Ministère du Travail et de la Sécurité sociale (03/07/1951 – 15/07/1964)                                                                                 |                      |                 |                 |       |                                      |
| Ministère du Travail, de la Sécurité sociale et des Mines (15/07/1964 – 01/02/1969)                                                                      |                      |                 |                 |       |                                      |
| Ministère du Travail et de la Sécurité sociale (01/02/1969 – 20/07/1984)                                                                                 |                      |                 |                 |       |                                      |
| | Benny Berg           | 20/07/1984      | 14/07/1989      | LSAP  | Santer-Poos I                        |
| | Johny Lahure (lb)    | 14/07/1989      | 13/07/1994      | LSAP  | Santer-Poos II                       |
| | Mady Delvaux-Stehres | 13/07/1994      | 07/08/1999      | LSAP  | Santer-Poos III Juncker-Poos I et II |
| | Carlo Wagner         | 07/08/1999      | 31/07/2004      | DP    | Juncker-Polfer                       |
| | Mars Di Bartolomeo   | 31/07/2004      | 04/12/2013      | LSAP  | Juncker-Asselborn I et II            |
| | Romain Schneider     | 04/12/2013      | 05/01/2022      | LSAP  | Bettel I et II                       |
| | Claude Haagen        | 05/01/2022      | 17/11/2023      | LSAP  | Bettel II                            |
| | Martine Deprez       | 17/11/2023      | En fonction     | CSV   | Frieden                              |
| Dans l'intervalle entre deux mandats, le ministre sortant assure la gestion des affaires courantes. Titres successifs : - Depuis 1984 : Sécurité sociale |                      |                 |                 |       |                                      |